# Комендатура
Комендатура (від нім. kommandantur) —
1) орган управління військового коменданта гарнізону (фортеці, порту тощо), а також займане ним приміщення.
2) Комендатурою також називають підрозділ авіаційно-технічної частини ВПС, виділений для матеріального, аеродромно-технічного і медичного забезпечення авіаційних частин на аеродромі. Завчасне висування комендатури забезпечує своєчасне перебазування авіаційних частин на нові аеродроми.
3) Підрозділ прикордонних військ, що складається з кількох прикордонних застав і призначений для охорони ділянки державного кордону.
Комендатура може створюватися і в інших випадках.